# Bonnat, Creuse
Bonnat este o comună în departamentul Creuse din centrul Franței. În 2009 avea o populație de 1.297 de locuitori.

## Evoluția populației
| An        | 1975  | 1982  | 1990  | 1999  | 2006  | 2009  |
| --------- | ----- | ----- | ----- | ----- | ----- | ----- |
| Populație | 1.340 | 1.348 | 1.387 | 1.348 | 1.318 | 1.297 |